# 宋賢 (明朝解元)
宋賢，四川承宣佈政使司成都縣人，一說雙流縣人。明朝解元、政治人物。

## 生平
弘治二年（1489年），宋賢中式己酉科四川鄉試第一名舉人（解元）。正德元年（1506年），任湖廣麻城縣知縣。